# André de Melo e Castro
André de Melo e Castro, 4.º Conde das Galveias (dezembro de 1668 — 29 de janeiro de 1753), foi um administrador colonial português. Governou a província de Minas Gerais entre 1 de setembro de 1732 e 26 de março do 1735, e foi encarregado de missões diplomáticas e negociações representando Portugal na Santa Sé.
Francisco de Melo e Castro, nascido em 1702, foi seu filho e governou Mazagão, possessão portuguesa em Marrocos, no norte da África e de Moçambique. Foi também o 4º vice-rei do Brasil.